# Patriotyczna Unia Kurdystanu
Patriotyczna Unia Kurdystanu, PUK (kurd. Yaketi Nishtimani Kurdistan) - ugrupowanie polityczne założone w Kurdystanie irackim przez Dżalala Talabaniego w 1975 roku. 
Początkowo była partią inteligencką, 13 spośród 15 jej założycieli było naukowcami lub nauczycielami akademickimi. Rozszerzała swoją bazę społeczną od początku lat 80. W ciągu swojego istnienia przeszła ewolucję od programu typowo lewicowego w stronę socjaldemokracji i centrum. Ma status obserwatora w Międzynarodówce Socjalistycznej. 
Jego główna strefa wpływów rozciąga się w południowo-wschodniej, leżącej przy granicy z Iranem części Kurdystanu irackiego. W 1992 roku w wolnych wyborach do 102-miejscowego kurdyjskiego Zgromadzenia Narodowego uzyskała 50 mandatów.
Rywalizuje z Demokratyczną Partią Kurdystanu Masuda Barzaniego. W 1995 roku w wyzwolonej spod panowania Saddama Husajna północnej części Iraku doszło do bratobójczych walk pomiędzy obiema stronnictwami, które starała się wykorzystać armia iracka i wojska państw ościennych, które wkroczyły do Kurdystanu irackiego. Pogodzenie obu stronnictw kurdyjskich pozwoliło na stworzenie praktycznie niezależnej strefy zarządzanej przez samych Kurdów w północnym Iraku. 
W 2005 roku po drugiej wojnie w Zatoce Perskiej powstała koalicja wyborcza o nazwie Demokratyczno-Patriotyczny Alians Kurdystanu, która odniósła przygniatające zwycięstwo (90 proc. głosów) w lokalnych wyborach do Zgromadzenia Kurdyjskiego w 2005 oraz zdobyła 75 miejsc w irackim Zgromadzeniu Narodowym w zbojkotowanych przez sunnitów wyborach w tym samym roku.
W podporządkowanych Unii oddziałach milicji służy ok. 50 tys. peszmergów, drugie tyle rezerwistów ich uzupełnia.
Dżalal Talabani zmarł 3 października 2017 w Berlinie w wieku 83 lat. 

## Zobacz
- Kurdowie
- Kurdystan
- Demokratyczna Partia Kurdystanu